# النقوش الخشبية التقليدية
```
النقوش الخشبية التقليدية
 هي الرسومات 
الواقعية
، والإبداعية المبتكرة، 
والزخارف
 التي يصنعها 
الإنسان
 ويتفنن بها على القطع الخشبية المستخدمة في 
الحياة
 سواء 
بالحفر
، أو 
بالنقش
، أو 
بالكتابة
.
[
1
]
```

## أهميتها
تعد فناً بحد ذاته يثري جمالية المكان، ويختص به أشخاص يعرف الواحد منهم ب «النجّار»، كما أنه من عناصر الثقافة البصرية التي تعكس علاقة الإنسان بأنواع البيئة المحيطة به مثل الزراعية، والصحراوية، والبحرية

## أماكن وجودها
توجد هذه المحفورات والمنقورات في الأبواب، والشبابيك، والأسرّة، وصناديق الحفظ التقليدية الثقيلة منها والخفيفة، وفي السفن والقوارب والمراكب البحرية.

## أنواع الأبواب قديماّ
ويقصد بها الأبواب الخشبية قبل ظهور الأبواب الحديدية وانتشارها في البناء.

### الباب المسماري
سمي بذلك لبروز مساميره المققبة الكبيرة على وجهه الخارجي، وعادة يكون للباب الرئيسي للمسكن، ويتكون غالباً من درفيتن إحداهما ثابتة.

### الباب المقطع
سمي بذلك لأنه يتكون من قطع خشبية متداخلة على شكل مربعات، أو مستطيلات، ويستخدم لأبواب الغرف الداخلية، أو لأبواب (الكبتات) وهي التي يحفر لها في جدار الغرفة ويركب لها باب للتخزين.

### الباب أبو خوخة
وهو باب كبير يستخدم لبوابات المدن القديمة ولبوابات القلاع والحصون وبصفة عامة للمباني ذات الفناء الواسع، وسمي بذلك لوجود باب صغير يسمى باللهجةالعامية (خوخة) في أحد مصراعيه اللذان تكونان كبيرتي الحجم.

### الباب البغدادي
انتقل هذا الباب من بغداد بالعراق من قبل حرفيين شاهدوه هناك، وسمي بذلك لأصله المكاني، ويتميز عن غيره من أن كل مصراع من مصراعيه يتكون من شريحة خشبية واحدة.

### الباب البارودي
يشبه الباب المسماري (أعلاه) إلا أن المسامير المستخدمة في تثبيت أجزائه غير مقببة بل مسطحة.

### باب أبو صاير
يتكون من قطعة واحدة تكون من شرائح خشبية طولية مرصوصة ومثبتة بصفوف عرضية، وسمي بذلك لوجود عمود ارتكاز في أحد طرفيه الطوليين يسمى «الصاير» وفي الطرف العلوي أو السفلي زيادة خشبية تدخل في نتوء يسمى «الدروند»، وهذا النوع يكثر استخدامه لأبواب زرايب الحيوانات، وبابا خراجيا لبيوت ذوي الدخل المحدود.

## الشبابيك التقليدية
النمط العام التقليدي للشباك هو إطار خشبي مستطيل أو مربع مقسم من الداخل إلى أضلاع عدة، وكل ضلع يسمى (راسطة) في لهجة شعوب الخليج العربي، ويتكون الشباك من بابين صغيرين يفتحان ويغلقان بالارتكاز على قطعة متحركة تثبت في الأعلى والأسفل تسمى (الماكري).
ومهمة الشبابيك تحقيق جوانب الحشمة والخصوصية، وتوفير الإضاءة والتهوية للسكن، وإضفاء جمالية للمبنى تكسر حالة الصمت والرتابة في الجدران الطينية.

## العناصر والرموز الزخرفية

### البيذانة
تكوين زخرفي عرف منذ القدم حيث وجدت في العمارة لدى قدماء المصريين، وهو منتشر نتيجة درجة الجمالية المكتنزة فيه سواء في النقوش الخشبية، أو النقوش الجصية (الجص مادة بيضاء مثل الإسمنت تستخدم للزخرفة والبناء للأجزاء الصغيرة الفنية في العمارة ولتلييس الجدران) وهي عبارة عن شكل يشبه ورقة نباتية مكون من براعم رباعية، أو خماسية، أو سداسية.

### عناصر نباتية
كما استنسخت بالنقش أشكال لنباتات مثل: الهيلة (الهال)، الزهرة، النخلة، ورقة التين، الجرو (اليقطين أو القرع)، 
كما استعيرت أشكال عدد من الأدوات القابلة للتطبيق بالنقش وتحقق الجمالية مثل: الحبل، والسلسلة، والمرش (وعاء يوضع به ماء الورد الذي يرش على الحاضرين في مناسبات الأفراح).

## النقوش الكتابية
ويتلخص بنقش آيات كريمات توحي بالتفاؤل وطرد الحسد وبعض الأذكار والعبارات المؤثرة، أو اسم الصانع، أو تاريخ النقش.

## النقوش الجصية
وهي النقوش المبنية من مادة الجص التي تشبه الإسمنت وهذه النقوش من اختصاص البنائين.

## أدوات النقش
يستخدم لصناعة النقش أدوات عدة منها: الإزميل، والمناقير، والفؤوس الصغيرة، والفرجار (يعد اكتشافه نقلة نوعية في جمال النقش وسرعته ودقته) ويستخدم في النقوش الخشبية والجصية.